# Oratha hypparia
Oratha hypparia là một loài bướm đêm trong họ Geometridae.